# Congregazione sublacense cassinese
La Congregazione Sublacense Cassinese (in latino Congregatio Sublacensis Casinensis) è una delle congregazioni monastiche di diritto pontificio che costituiscono l'Ordine di San Benedetto.

## Storia
La congregazione è sorta con decreto del 10 febbraio 2013 che ha sancito la soppressione della Congregazione cassinese e la sua unione alla Congregazione sublacense che ha assunto il nome di Congregazione sublacense-cassinese.
Il 5 settembre 2024 il capitolo generale, in sessione plenaria presso l'Abbazia di Montserrat, ha eletto Padre Ignasi M. Fossas i Colet come nuovo Abate Presidente della Congregazione.

## Diffusione
La procura generale della congregazione presso la Santa Sede è in via Sant'Ambrogio 2 a Roma.
Alla fine del 2015 la congregazione contava 77 case e 1283 membri, 517 dei quali sacerdoti.